# Saterlanders
De Saterlanders of Saterfriezen, zijn een Friese taalminderheid in het uiterste noordwesten van Duitsland. De Saterlanders zijn de enige bevolkingsgroep in de Duitse regio Oost-Friesland met een vorm van het Fries als moedertaal, het Saterlands. Hoewel Friese dialecten hier historisch veelvuldiger gesproken werden, zijn deze, in een proces van eeuwen, vervangen door Nedersaksische dialecten; de sprekers van het Saterfries vormen hierbinnen een taaleiland.

## Taal en identiteit

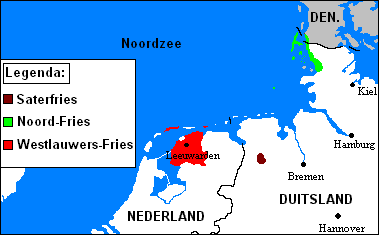
Het verspreidingsgebied van het Saterfries (donkerrood)

De sprekers van het Saterfries identificeerden zich voor het grootste gedeelte van hun geschiedenis niet als Friezen, maar als Saterlanders. Dit past binnen een breder patroon, waarbij Friestalige bewoners van de waddeneilanden zich in grote mate vereenzelvigden met hun eiland, in plaats van met grotere Friestalige populaties op het vasteland. Het Saterland vormde eeuwenlang eveneens een eiland, zij het niet in de Noordzee maar in een uitgestrekt moerasgebied. Een aanvullende factor die de identiteit als Saterlanders heeft versterkt is sociaal-cultureel van aard: als Friestaligen vonden zij geen aansluiting bij de katholieke inwoners van het Münsterland, terwijl ze eveneens, als katholieken, niet werden geaccepteerd onder de protestanten in Oostfriesland. De in Duitsland sterke associatie tussen het adjectief ‘Fries’ en Oost-Friesland en haar (niet-Friestalige) inwoners, ook onder de Saterlanders zelf, heeft gebruik van de term ‘Fries’ als autoniem onder de Saterlanders sterk geremd. Pas gedurende het verloop van de 20ste eeuw, onder invloed van taalwetenschappers, begonnen sprekers van het Saters hun taal en zichzelf ook wel als Saterfries en Saterfriezen te bestempelen.
Op sociaal-cultureel gebied vormt de Seelter Buund de grootste taal- en cultuurvereniging in het Saterfriese gebied. De vereniging heeft nauwe banden met het Duitse Komitee für Regional- und Minderheitensprachen en werd in 1972 opgericht met als hoofddoel lokale tradities en het Saterlands in stand te houden. De Seelter Buund is eveneens de hoofdvertegenwoordiger van de Saterlanders binnen de Interfriese Raad, een in 1999 in Duitsland opgericht samenwerkingsverband van diverse politieke en culturele instellingen uit Friesland, het Saterland en het Noord-Friese gebied.
Omdat Duitsland, sinds de Tweede Wereldoorlog, niet langer bevolkingsaantallen of sociaaleconomische gegevens op etnische basis verzamelt, kan de omvang van de Saterlandse minderheid in Duitsland enkel geschat worden. Op basis van de taalbeheersing wordt het aantal Saterfriezen tussen de 1500 en 2500 personen geschat.